# Portets
Portets là một xã thuộc tỉnh Gironde trong vùng Aquitaine tây nam nước Pháp.